# 아홉 거인
아홉 거인(영어: the Nine Titans 더 나인 타이튼스[*], 일본어: 九つの巨人 코코노츠노쿄진[*] 독일어: der neun Titanen 데어 노인 티타넨[*])은 만화 《 진격의 거인 》에 등장하는 개념으로 엘디아 인들 가운데 위미르의 피를 이은 '위미르의 백성(영어: the Subjects of Ymir 더 서브젝스 오브 이미어[*], 일본어: ユミルの民 유미루노타미[*] 독일어: Ymirs Leute 위미르스 로이테[*])' 민족의 시조 시조 위미르의 '태초의 거인'이 갈라진 아홉 개의 지성형 거인 개체들을 일컫는다.

## 같이 보기
- 진격의 거인